# آنتونیو جولیانو
آنتونیو جولیانو (به ایتالیایی: Antonio Juliano) (۲۶ دسامبر ۱۹۴۲ – ۱۳ دسامبر ۲۰۲۳) بازیکن فوتبال اهل ایتالیا بود.

## تیم ملی
از سال ۱۹۶۶ میلادی عضو تیم ملی فوتبال ایتالیا بوده و در ۱۸ بازی ملی حضور داشته‌است. او در بازی‌های ملی‌اش گلی به ثمر نرساند.
آنتونیو جولیانو آخرین بازی ملی خود را در سال ۱۹۷۴ میلادی انجام داد.